# 18 d'Andròmeda
18 d'Andròmeda (18 Andromedae) és una estrella de la constel·lació d'Andròmeda. Té una magnitud aparent de 5,35. Es troba a una distància de 390 anys llum. És una estrella blanc-i-blava de la seqüència principal; la seva velocitat radial positiva indica que s'allunya del sistema solar.